# Bosque estatal de Cambalache
El Bosque estatal de Cambalache es una reserva forestal en la isla de Puerto Rico, entre los municipios de Arecibo y Barceloneta.
Fue establecido en 1943 mediante un acuerdo entre el Servicio Forestal de los Estados Unidos y la Autoridad de Tierras de Puerto Rico, propietario legal de los terrenos, para la implantación y desarrollo de un programa de investigación silvícola en terrenos calizos.
El bosque se conoció como «Bosque Experimental de Cambalache» y estuvo dedicado a la dasonomía experimental y a funcionar como un centro de enseñanza silvícola.
Protege empinadas colinas de piedra caliza conocidas como mogotes, que están cubiertas de bosques húmedos. La elevación varía entre 5 y 50 m (16 a 160 pies) sobre el nivel del mar. La precipitación media es 1,479.8 mm (58.26 pulgadas) por año, con una temperatura que varía desde 23,3 hasta 27 °C (74 a 81 °F). Los mogotes están orientados de noreste a sureste y sus laderas norte y suroeste son húmedas pero con cumbres xéricas.
El Bosque estatal de Cambalache está manejado por el Departamento de Recursos Naturales y Ambientales del Estado libre asociado de Puerto Rico.

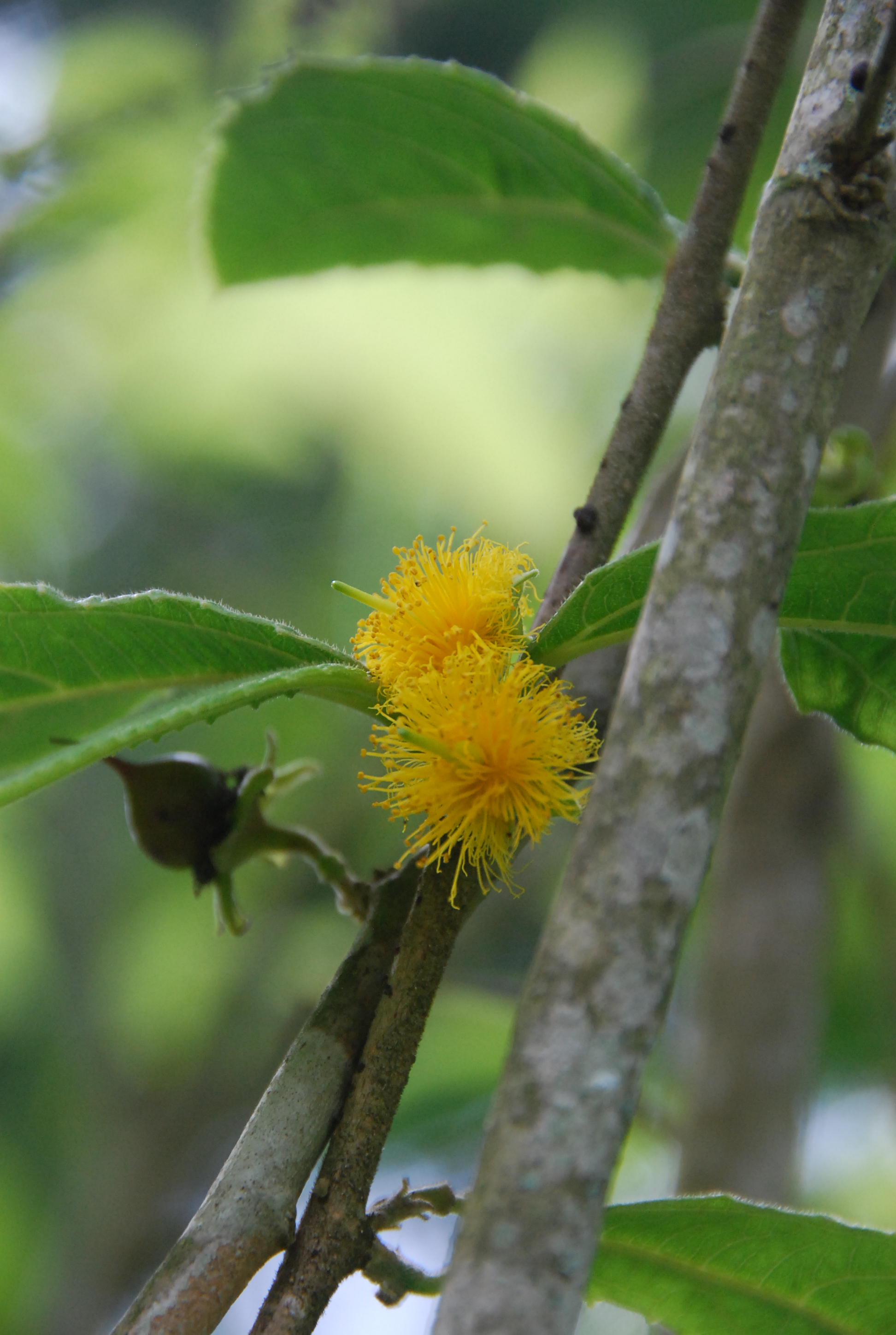
Flores y frutos del Palo de Ramón, (nombre científico: Banara vanderbiltii)